# Caucalidion
Das Caucalidion ist ein Verband der Pflanzensoziologie, in dem die Ackerunkraut- (oder auch Ackerwildkraut-)Flora, die sogenannte Segetalflora, von kalkreichen Getreideäckern beschrieben wird. Die charakteristische Artenkombination, die als Pflanzengesellschaften beschrieben worden sind, tritt also als spontan wachsende Begleitflora von Getreideäckern, in der Regel der im Herbst ausgesäten Wintersaat, früher auch im Sommergetreide, auf. Diese Ackerwildkraut-Vegetation der Kalkäcker ist besonders artenreich und umfasst zahlreiche bunt blühende Arten, ist aber heute durch veränderte Landnutzung in Deutschland und vielen andern Ländern gefährdet, so dass sie auf der Roten Liste gefährdeter Pflanzengesellschaften steht.
Das Caucalidion ist „Pflanzengesellschaft des Jahres“ 2022.

## Artenkombination

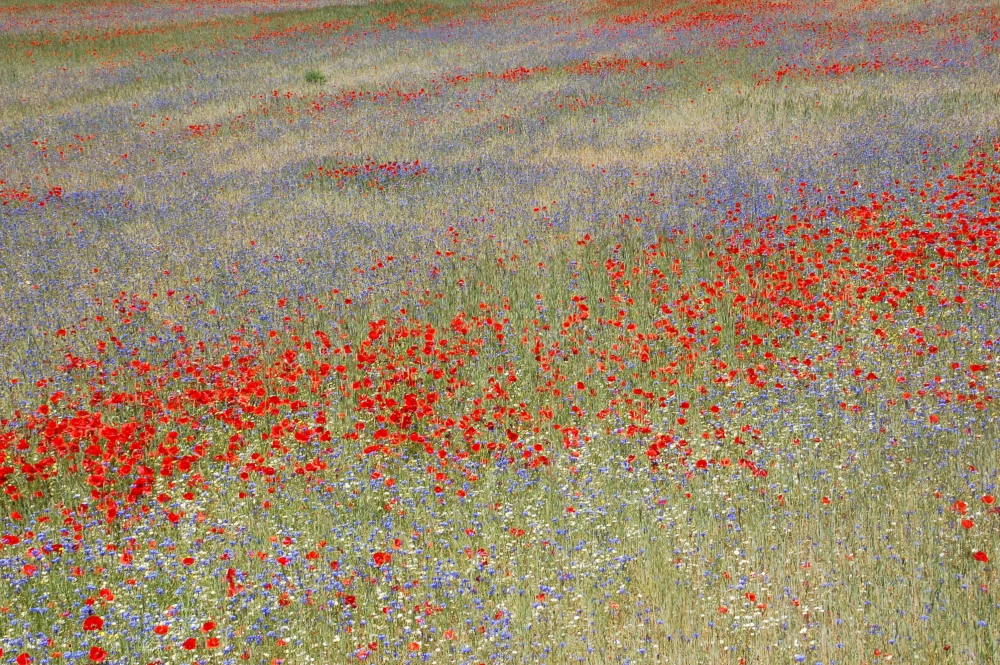
Bunt blühender Getreideacker, hier im französischen Languedoc. In Deutschland kommen sie in dieser Form nur noch in speziellen Schutzgebieten vor

Die Ackerwildkraut-Vegetation der Kalkäcker ist ungewöhnlich artenreich und in ihrer Artenzusammensetzung charakteristisch, sehr viele hier vorkommende Pflanzenarten können, zumindest in Mitteleuropa, nur hier leben. Sie besitzt daher allein über fünfzig Charakterarten, ein außergewöhnlich hoher Wert. Heute stehen allerdings fast alle dieser Arten, und damit auch die Vegetation als Ganzes, auf der Roten Liste gefährdeter Arten. Die Vegetation wirkt in der Ferne meist durch die Kombination aus rot blühendem Klatschmohn Papaver rhoeas und blau blühender Kornblume Centaurea cyanus. Beide sind charakteristisch, aber keine vegetationskundlichen Charakterarten, weil sie auch in anderen Ackerunkraut-Gesellschaften vorkommen (die Kornblume ist heute in Äckern auf Sandboden häufiger als auf Kalk).
Zu den Charakterarten, die hier nicht nur vorkommen, sondern ihren Verbreitungsschwerpunkt haben oder sogar exklusiv darauf beschränkt sind, gehören (in etwa Häufigkeit in der Verbreitung sortiert): Kleine Wolfsmilch Euphorbia exigua (gelb blühend), Blauer Gauchheil Anagallis foemina (blau), Feldrittersporn Consolida regalis (blau), Knollen-Platterbse Lathyrus tuberosus (rosaviolett), Ackerröte Sherardia arvensis (blasslila), Sommer-Adonisröschen Adonis aestivalis (rot oder gelb), die für den Verband namensgebende Möhren-Haftdolde Caucalis platycarpos (weiß), Dreihörniges Labkraut Galium tricornutum (grünlich), Acker-Lichtnelke Silene noctiflora (weiß oder rosa), Acker-Steinsame Buglossoides arvensis (weiß), Venuskamm Scandix pecten-veneris (weiß), Finkensame Neslia paniculata (gelb), Acker-Wachtelweizen Melampyrum arvense (blaulila und gelb), Spießblättriges Tännelkraut Kickxia elatine (violett und gelb), Flug-Hafer Avena fatua, Gewöhnlicher Knollenkümmel Bunium bulbocastanum (weiß), Orientalischer Ackerkohl Conringia orientalis (weiß), Kleiner Frauenspiegel Legousia hybrida (violett), Acker-Hahnenfuß Ranunculus arvensis (gelb), Gezähnter Feldsalat Valerianella dentata (weiß), Eiblättriges Tännelkraut Kickxia spuria (violett und gelb), Kleinfrüchtiges Kletten-Labkraut Galium spurium, Rundblättriges Hasenohr Bupleurum rotundifolium (gelb), Kleinfrüchtiger Leindotter Camelina microcarpa (gelb), Gelber Günsel Ajuga chamaepitys (gelb),  Einjähriger Ziest Stachys annua (blassgelb), Gefurchter Feldsalat Valerianella rimosa (blassblau), Glänzender Ehrenpreis Veronica polita (blau), Flammen-Adonisröschen Adonis flammea (rot), Strahliger Hohlsame Bifora radians (weiß), Saat-Leindotter Camelina sativa (gelb), Ranken-Platterbse Lathyrus aphaca (gelb), Venus-Frauenspiegel Legousia speculum-veneris (violett), Turgenie Turgenia latifolia (rosa), Breitblättrige Wolfsmilch Euphorbia platyphyllos (gelb) und Strahlen-Breitsame Orlaya grandiflora (weiß).

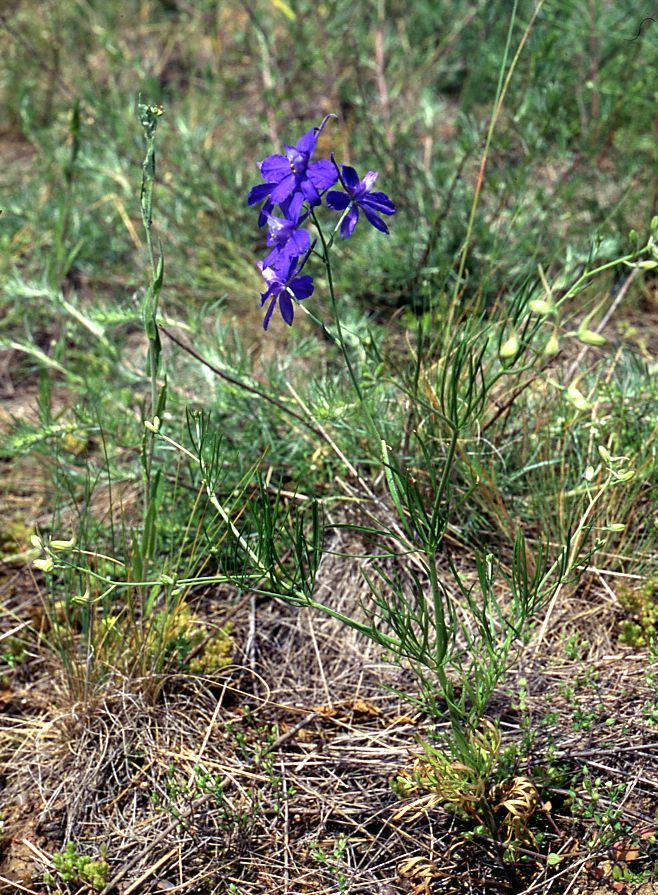
Consolida regalis
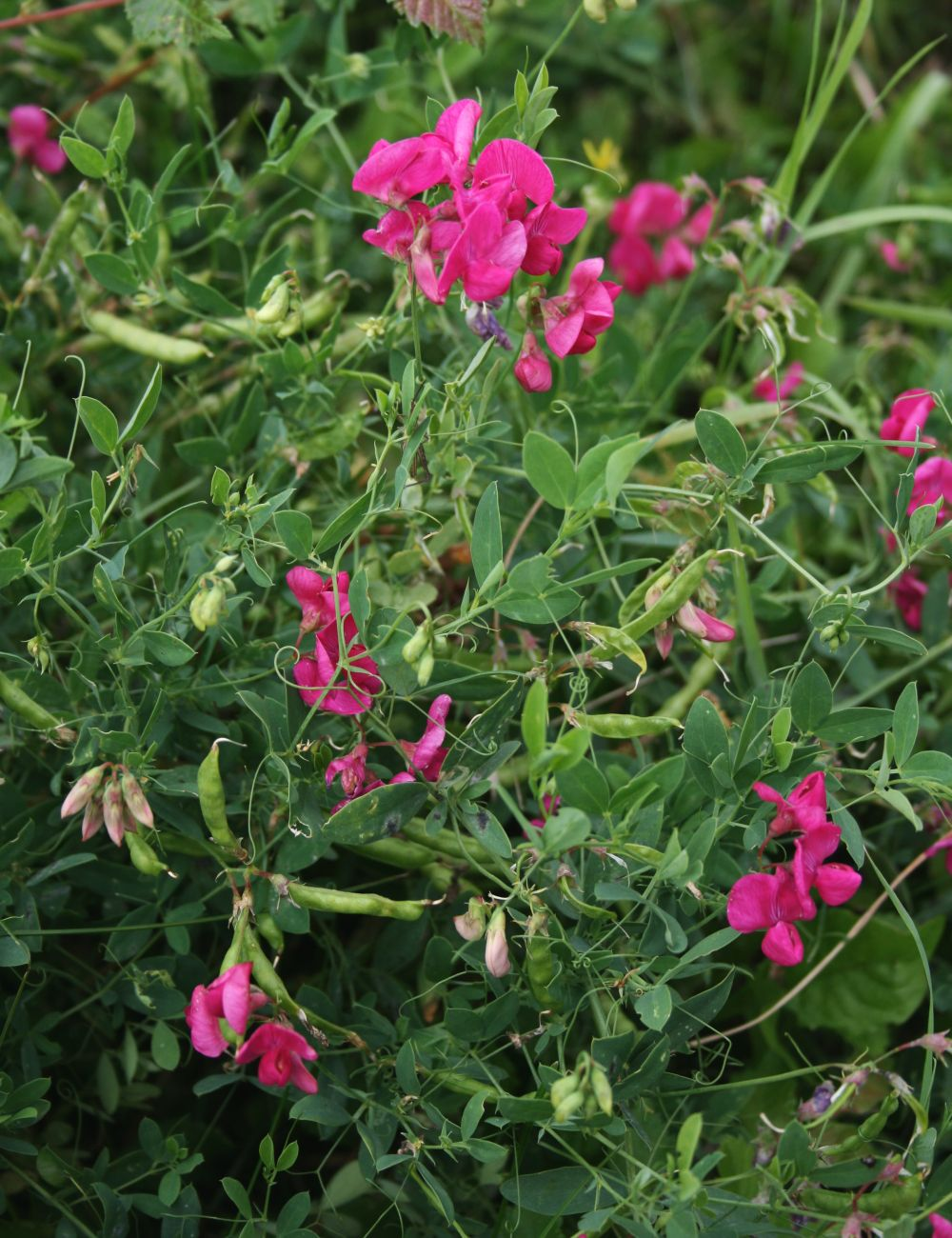
Lathyrus tuberosus
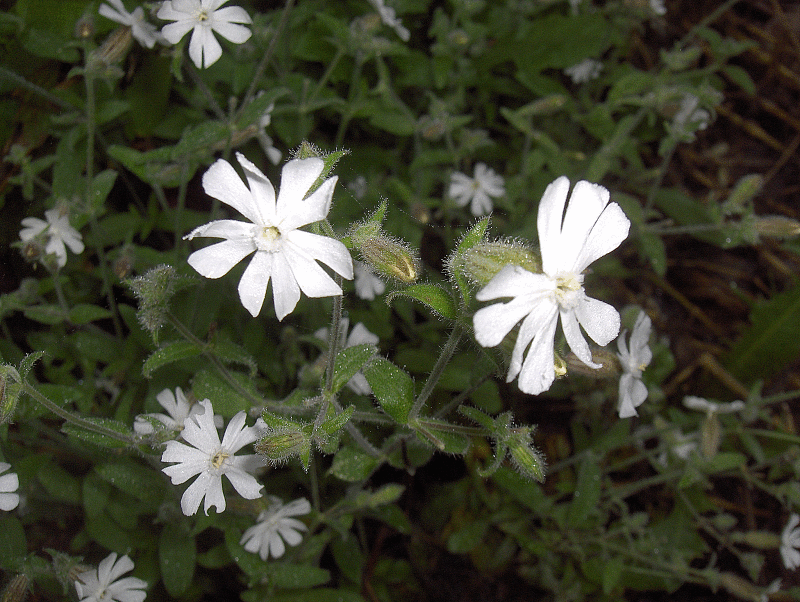
Silene noctiflora
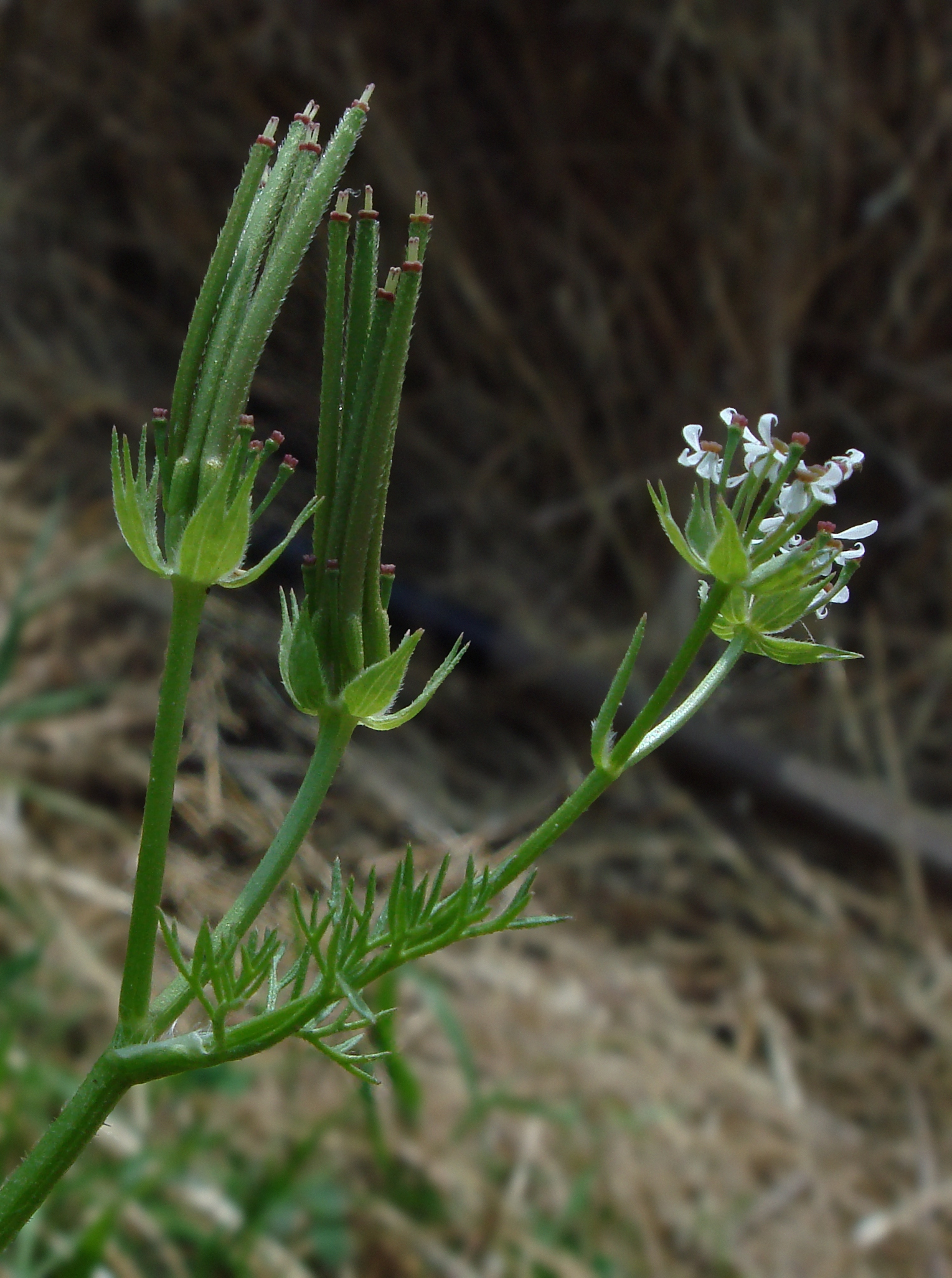
Scandix pecten-veneris
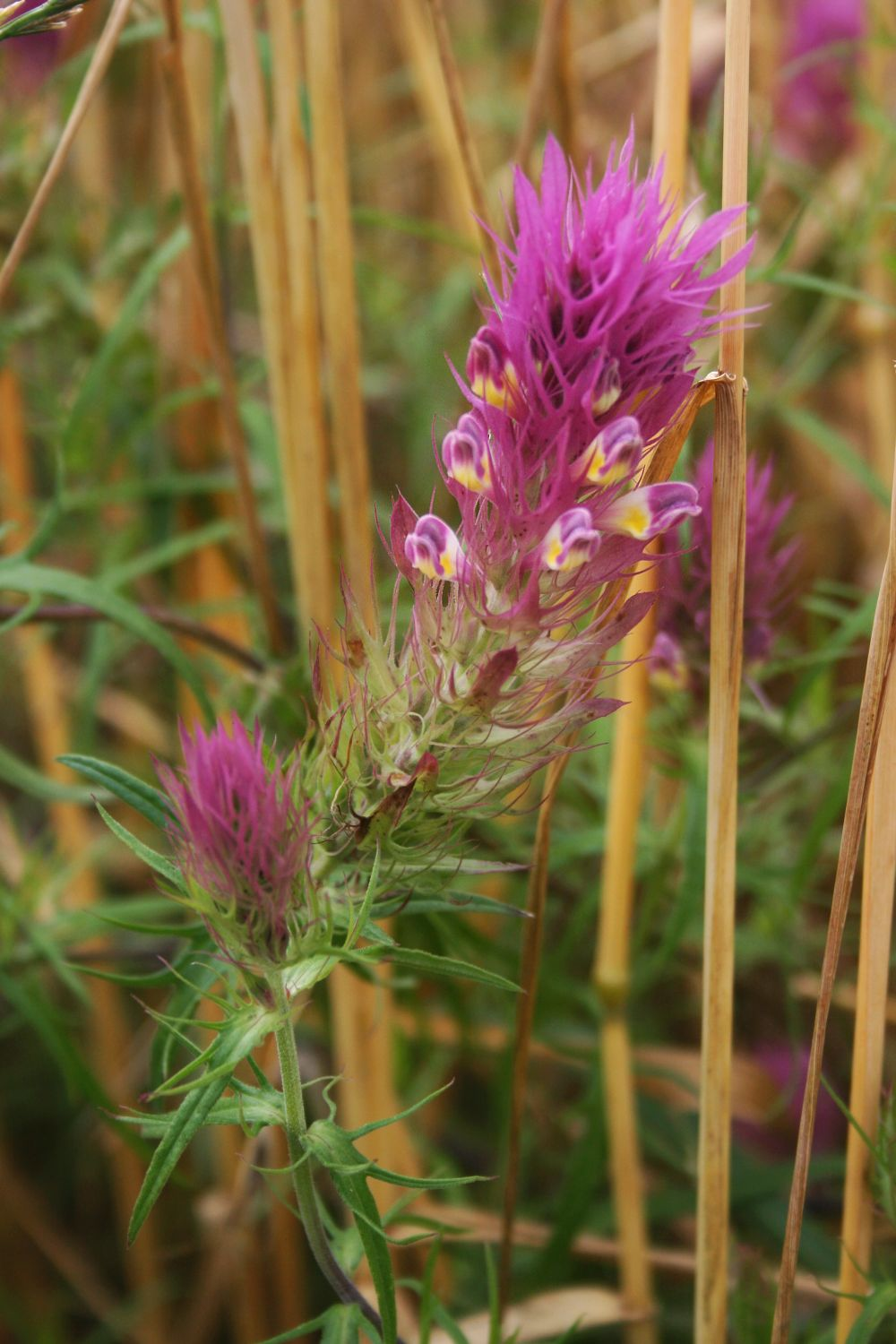
Melampyrum arvense
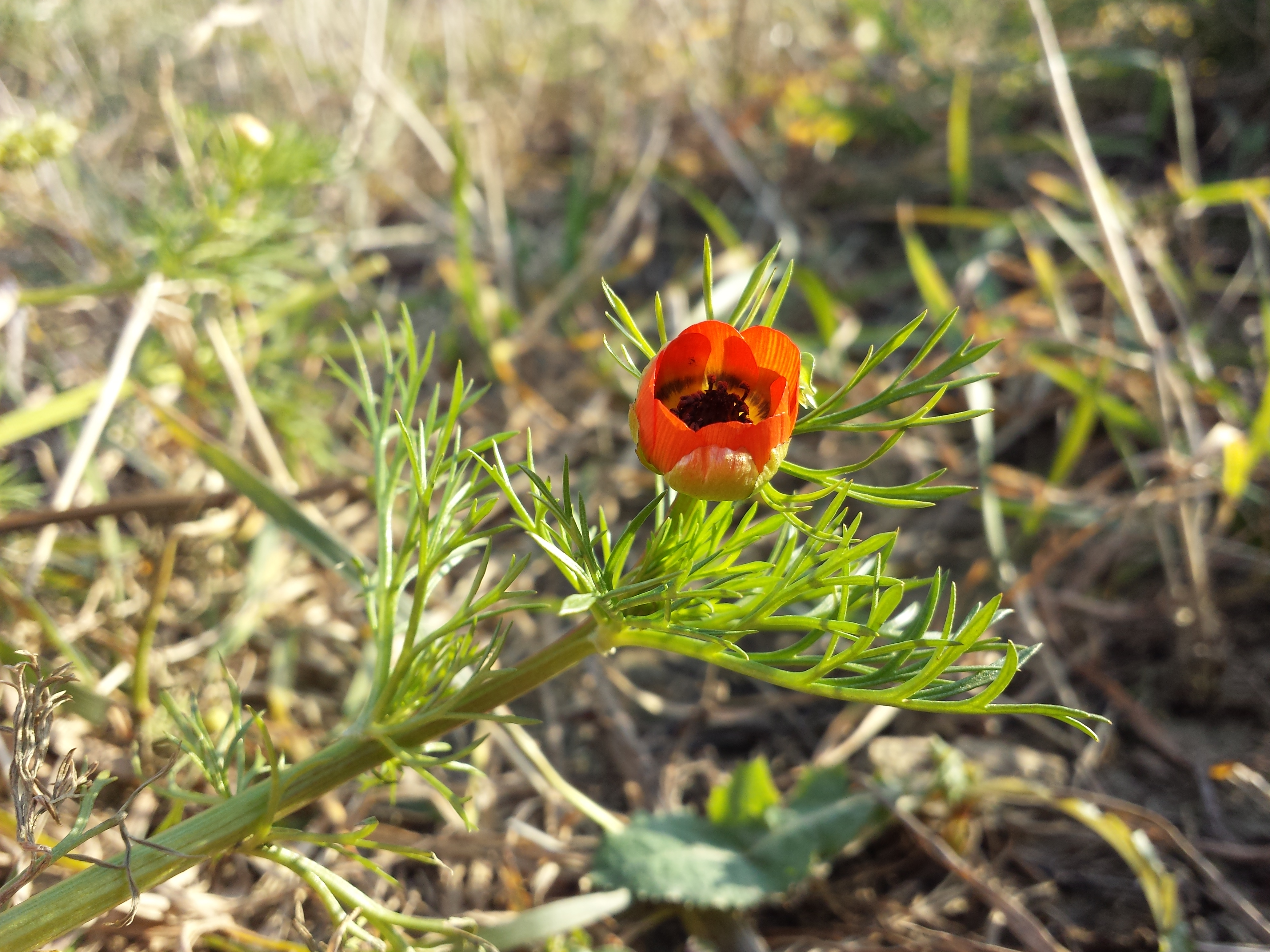
Adonis aestivalis
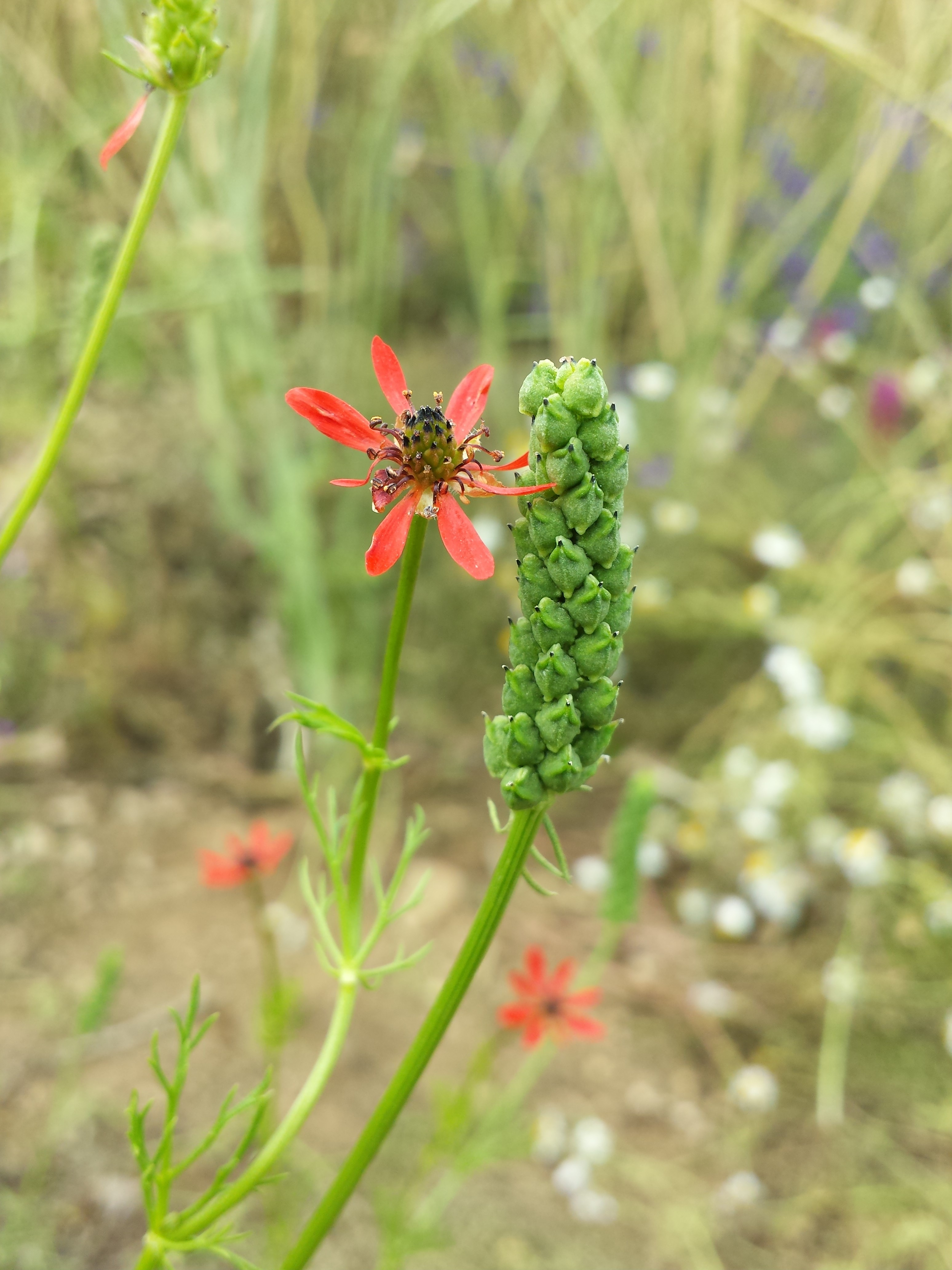
Adonis flammea
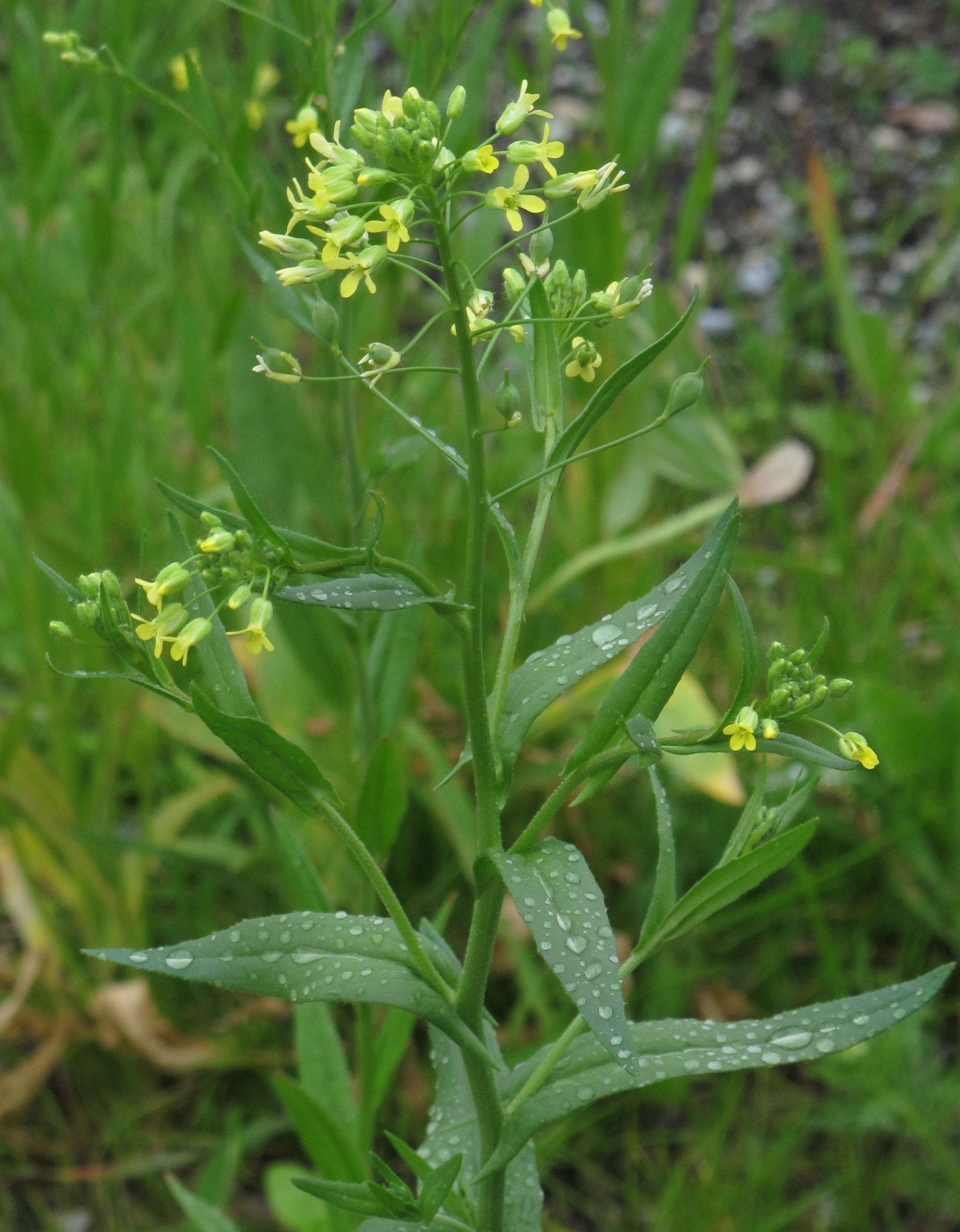
Camelina sativa
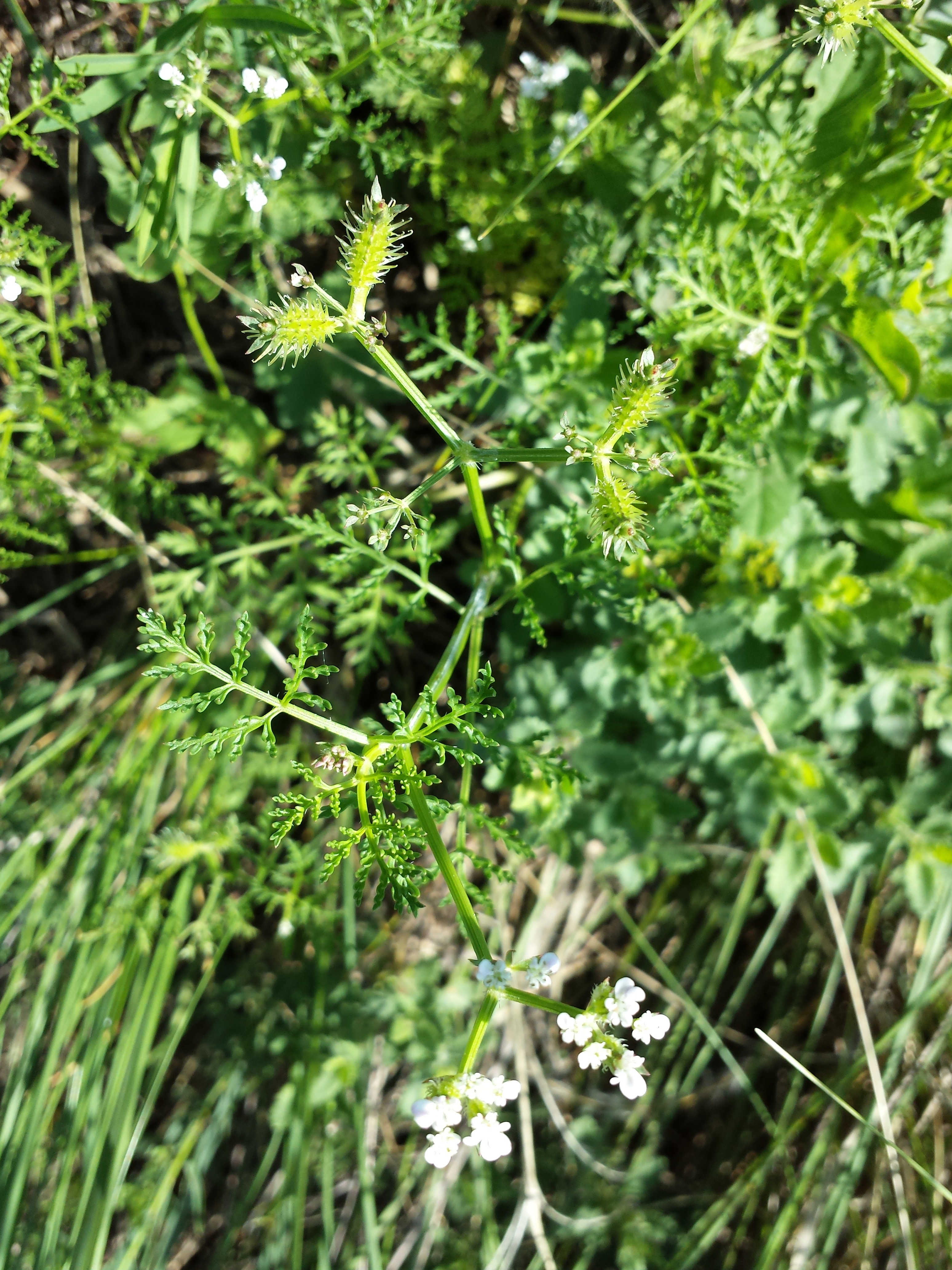
Caucalis platycarpos
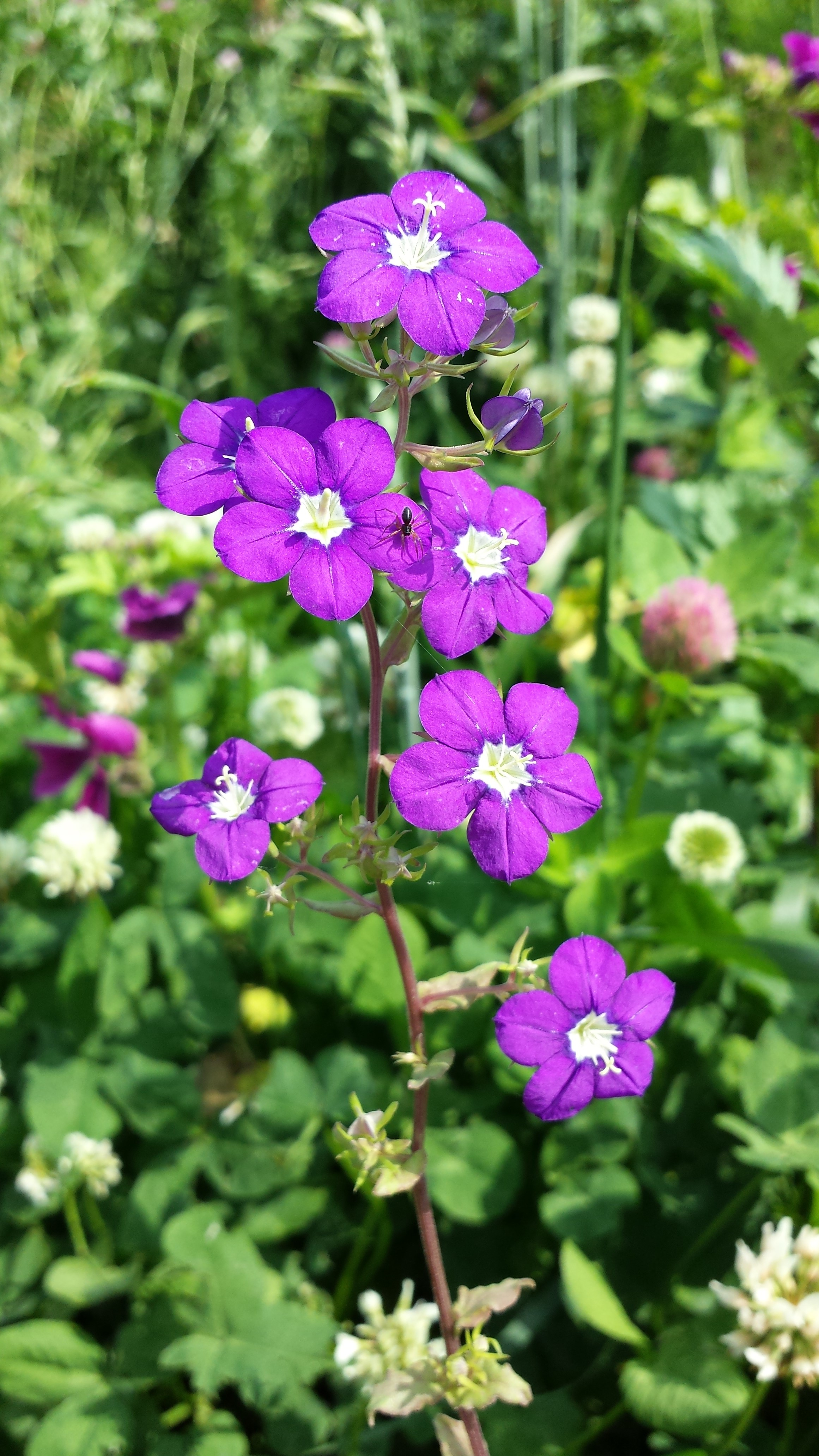
Legousa speculum-veneris

Die Arten des Caucalidion stammen meist aus von Natur aus waldärmeren, steppenartigen Landschaften im Mittelmeerraum oder in Osteuropa und sind erst mit der Einführung des Ackerbaus im Neolithikum nach Mitteleuropa eingewandert, vermutlich von den einwandernden ersten Ackerbauern unabsichtlich mitgeschleppt worden. Sie sind also nicht alteinheimisch (autochthon), aber auch nicht erst in der Neuzeit eingeschleppt worden. Diese Artengruppe wird als Archäophyten bezeichnet. Viele der charakteristischen Arten sind im Mittelmeergebiet häufiger und dort auch nicht auf Kalk beschränkt, sondern bodenvag auf allen möglichen Böden verbreitet. In einigen Fällen lässt sich ihr Vorkommen, anhand von subfossilen Resten bei archäologischen Ausgrabungen oder Pollen, auch direkt bis in die Bronzezeit zurückverfolgen.

## Standort und Klima
Vorkommen der Gesellschaften des Caucalidion gibt es auf flachgründigen, oft steinigen, mäßig nährstoffreichen und trockenen Äckern auf Kalkstein, Bodentyp ist hier eine Rendzina. Daneben kommen sie auch auf nährstoffreicheren, tiefgründigen Böden auf nicht entkalktem Löss oder Geschiebemergel, mit den Bodentypen Schwarzerde oder Parabraunerde, vor.
Die Gesellschaft des Caucalidion selbst, d. h. die Vegetation im Zusammenspiel, nicht deren einzelne Arten, ist im gemäßigten bis warmgemäßigten subozeanischen bis subkontinentalen Klima zu Hause.

## Verbreitung und Häufigkeit
Das Caucalidion kommt von der Iberischen Halbinsel, Irland und England im Westen, bis in das südliche Schweden im Norden, im Osten bis in die Kaukasus- und Schwarzmeerregion vor. In den meisten Regionen abseits der Mittelmeerregion ist es aber heute selten. In Deutschland ist es in Regionen mit Kalk und basenreichen Böden, besonders in warmen Lagen der Mittelgebirge, verbreitet.
Aus historischen Aufnahmen der 1950er bis 1970er Jahre ist zu erkennen, dass die Deckungswerte der Ackerwildkräuter zusammen damals über 50 %, verbreitet 35 bis 40 %, betragen konnten, auf den oft schütter bestockten, ertragsarmen Standorten also nicht viel weniger als die Getreidepflanzen selbst. Damals war es üblich, abgeerntete Felder nicht sofort umzubrechen, sondern als Stoppelfeld lange Zeit stehen zu lassen, was einige der Arten stark förderte. Solche Vorkommen existieren heute im normalen Ackerbau in Mitteleuropa nicht mehr. Wo sie noch vorkommen, geht dies auf spezielle Förderprogramme des Artenschutzes zurück. Im normalen Ackerbau wurden sie durch Düngung, Herbbizideinsatz und gleichmäßigere, dichtere Aussaat aus den Äckern verdrängt und sind heute, wenn überhaupt, nur noch im Ackerrain oder angrenzenden Säumen verbreitet.

## Gefährdung
Alle Pflanzengesellschaften des Caucalidion sind heute in Deutschland im Bestand gefährdet, oft vom Aussterben bedroht.

## Name
Der Verband Caucalidion ist nach der Charakterart Caucalis platycarpos, der weiß blühenden Möhren-Haftdolde benannt. Der Name wurde ursprünglich von dem deutschen Vegetationskundler Reinhold Tüxen 1950, als „Caucalion lappulae“ vergeben. Er war allerdings in dieser Form nicht gültig, weil Tüxen ihm zwar einige Assoziationen zuordnete, aber keine Diagnose lieferte. Er wurde erst durch den entsprechenden Abschnitt bei Margita von Rochow in Die Pflanzengesellschaften des Kaiserstuhls (1951) validiert. Der durch von Rochow verwendete Ersatzname Caucalidion platycarpi ist allerdings selbst ungültig, da der Name einer Pflanzengesellschaft nicht automatisch angepasst werden darf, wenn sich der Name der namensgebenden Pflanzenart ändert (hier von dem heute als Synonym aufgefassten Caucalis lappula zu Caucalis platycarpos), so dass der vollständige, nicht abgekürzte Name Caucalidion lappulae Tüxen ex von Rochow 1951 heißen muss.

## Assoziationen
Die Gliederung des Caucalidion in Assoziationen ist noch instabil und hängt vom Bearbeiter und dem Schwerpunktgebiet der Bearbeitung ab. Im westlichen Mitteleuropa werden verbreitet die folgenden Assoziationen anerkannt:
- Kickxietum spuriae Kruseman & Vlieger 1939[1] (syn. Linarietum spuriae[5]; Tännelkraut-Gesellschaft). Westeuropäisch, an der nördlichen Verbreitungsgrenze von den Niederlanden bis Dänemark, in Westfalen die einzige vorkommende Assoziation.[6] Etwa vom Bodensee und mittleren Main an nach Osten fehlend.[5] Auch auf etwas lehmigen, verdichteten Böden. Namengebende Charakterarten sind die Tännel-Arten Kickxia elatine und Kickxia spuria. Das durch die Ranken-Platterbse (Lathyrus aphaca) gekennzeichnete, westlich verbreitete Lathyro aphacae-Aperetum spicae-venti (syn. Apero-Lathyretum aphacae) oder das noch westlicher verbreitete, etwa in Frankreich und der Westschweiz angegebene Adonido-Iberidetum amarae (in Deutschland nur ehemals im Saarland) gelten heute als gebietsspezifische, besondere Ausprägungen der Assoziation. Das Kickxietum spuriae ist in Deutschland stark gefährdet.[3]
- Euphorbio exiguae-Melandrietum noctiflori G.Müller 1964[1] (syn. Papaveri-Melandrietum noctiflori[5]; Ackerleimkraut- oder Nachtlichtnelken-Gesellschaft). Subatlantisch bis subkontinental verbreitet, von allen Assoziationen am weitesten nach Norden reichend. Kommt von Ostengland über Dänemark und Süd-Schweden bis nach Polen vor, im Süden werden Tschechien, die Slowakei und Österreich erreicht. In Deutschland im Norden bis in das Uckermärkische Lehmgebiet und die Bördegebiete Sachsen-Anhalts. Oft auf tiefgründigen, weniger kalkreichen, manchmal etwas sandigen Böden. Die Gesellschaft ist arm an eigenen Charakterarten. Die namengebende Acker-Lichtnelke Silene noctiflora blüht nur nachts auf (sie wird von Nachtfaltern bestäubt) und blüht spät im Jahr, im Juni bis September. Die meisten wärmeliebenden, südlich verbreiteten Arten fehlen in der Assoziation. Sie ist in Deutschland gefährdet.[3]
- Caucalido platycarpi-Conringietum orientalis Klika 1936[1] (syn. Caucalido daucoidis-Scandicetum pecten-veneris[3][7], Caucalido-Adonidetum flammeae[5];  Haftdolden-Adonisröschen-Gesellschaft). Sehr wärmeliebende Gesellschaft, nur auf trockenen, landwirtschaftlich wenig produktiven Grenzstandorten. Besonders arten- und blütenreich, von Mitteldeutschland nach Osten verbreitet, mit einem Vorposten auf der Insel Gotland, mit Angaben aus Slowenien, Ungarn und Rumänien. In Deutschland gibt es Nachweise aus dem Weserbergland, der Eifel, Osthessen, Thüringen, dem Harzvorland und Kyffhäuser, aus der Schwäbischen und Fränkischen Alb, der Baar und dem Neckartal. Die Gesellschaft verarmt nach Norden hin an Arten. Die von Oberdorfer unterschiedene Finkensamen-Gesellschaft Sedo-Neslietum paniculatae gilt heute als Höhenform, sie kommt nur oberhalb von 700 Meter Meereshöhe vor. Die auffallenden und bunt blühenden Charakterarten der Haftdolden-Adonisröschen-Gesellschaft wie das Sommer-Adonisröschen Adonis aestivalis, der Kleine Frauenspiegel Legousia hybrida, Rundblättriges Hasenohr Bupleurum rotundifolium und viele andere haben heute einen Stammplatz auf der Roten Liste, einige sind in Deutschland schon ausgestorben oder unmittelbar vom Aussterben bedroht. Die Assoziation ist in Deutschland stark gefährdet.[3] In Österreich wurde  die Assoziation im oberösterreichischen Trockengebiet südlich der Traun, in der Gemeinde Fugging  und bei Neckenmarkt und Ritzing gefunden.[7] Die südliche Ausprägung, charakterisiert durch Turgenia latifolia, Adonis flammea, Acker-Meister Asperula arvensis, Orlaya grandiflora, Acker-Schwarzkümmel Nigella arvensis[5] ist in Mitteleuropa ausgestorben, sie kommt im Mittelmeerraum, etwa in Italien noch vor.[8]